# Lule Warrenton
Lule Warrenton (Flint, 22 giugno 1862 – Laguna Beach, 14 maggio 1932) è stata un'attrice e regista statunitense, nota per essere stata una delle prime registe donne del cinema di Hollywood.
Suo figlio, Gilbert Warrenton, lavorò anche lui nel cinema come direttore della fotografia.

## Filmografia

### Attrice
- The Pretender, regia di Phillips Smalley, Lois Weber (1913)
- Suspense, regia di Phillips Smalley, Lois Weber (1913)
- His Brand, regia di Lois Weber - cortometraggio (1913)
- Memories, regia di Phillips Smalley e Lois Weber - cortometraggio (1913)
- The White Squaw, regia di Henry McRae - cortometraggio (1913)
- The Werewolf, regia di Henry MacRae - cortometraggio (1913)
- The Mask, regia di Phillips Smalley e Lois Weber - cortometraggio (1913)
- The Eleventh Hour, regia di Henry MacRae - cortometraggio (1914)
- Woman's Burden, regia di Lois Weber - cortometraggio (1914)
- Some Boy, regia di Allen Curtis - cortometraggio (1914)
- The Man Who Slept, regia di Lois Weber - cortometraggio (1914)
- Rescued by Wireless, regia di Henry McRae - cortometraggio (1914)
- The Boy Mayor, regia di Henry MacRae - cortometraggio (1914)
- The Burden Bearer, regia di Burton L. King (1915)
- Jewel, regia di Phillips Smalley e Lois Weber (1915)
- The Great Fear, regia di William C. Dowlan - cortometraggio (1915)
- Secret Love, regia di Robert Z. Leonard (1916)
- The Gilded Spider, regia di Joseph De Grasse (1916)
- Bobbie of the Ballet, regia di Joseph De Grasse (1916)
- It Happened in Honolulu, regia di Lynn Reynolds (1916)
- The Human Cactus, regia di Rupert Julian - cortometraggio (1916)
- The Secret of the Swamp, regia di Lynn Reynolds (1916)
- The Girl Who Couldn't Grow Up, regia di Harry A. Pollard (1917)
- Princess Virtue, regia di Robert Z. Leonard (1917)
- The Silent Lady, regia di Elsie Jane Wilson (1917)
- Daughter Angele, regia di William C. Dowlan (1918)
- Be a Little Sport, regia di Scott R. Dunlap (1919)
- A Fugitive from Matrimony, regia di Henry King (1919)
- Ladies Must Live, regia di George Loane Tucker (1921)

### Regista
- Pie (1916)
- When Little Lindy Sang (1916)
- Us Kids - cortometraggio (1916)
- The Valley of Beautiful Things - cortometraggio (1917)
- A Bit o' Heaven (1916)